# احلام خودر
احلام خودر (انگلیسی: Ahlam Khudr؛ زادهٔ تاریخ ورودی نامعتبر است) فعال حقوق بشر اهل سودان است.
وی همچنین برندهٔ جوایزی همچون ۱۰۰ زن بی‌بی‌سی شده‌است.